# Ludwig Schmidt
Ludwig Schmidt (18. juli 1862, Dresden – 10. marts 1944, Dresden) var en tysk historiker der beskæftigede sig med folkevandringstiden. Hans arbejde, om end ikke altid uproblematisk, gav dog alligevel et vigtigt bidrag til forskningen af perioden.
Fra 1881 til 1884 studerede han historie i Leipzig, med fokus på senantikken og den tidlige middelalder. I 1884 fulgte hans disputats Langobardernes ældste historie (Älteste Geschichte der Langobarden). I forbindelse med studiet blev han ansat på Königlichen Öffentlichen Bibliothek zu Dresden. I sin tid som bibliotekar fik han i 1905 udgivet krønikeskriveren Thietmar af Merseburgs krønike, ved hjælp af en ny trykketeknik. Hvilket skulle vise sig at være heldigt, da de originale tekster blev ødelagt i 1944 under 2. verdenskrigs bombardementer af Dresden, og i dag er ulæselige. I 1907 blev han professor.

## Publikationer i udvalg
- Älteste Geschichte der Langobarden, 1884.
- Thietmar von Merseburg: Die Dresdner Handschrift der Chronik, hrsg. 1905.
- Allgemeine Geschichte der germanischen Völker bis zur Mitte des 6. Jh., 1909.
- Die Westgermanen, 2. Aufl., 1940.
- Geschichte der Wandalen, 2. umgearbeitete Auflage, 1941.
- Die Ostgermanen, 2. völlig neubearb. Aufl., 1941.